# Range Murata
Renji «Range» Murata (村田 蓮爾?  Osaka, Japón, 2 de octubre de 1968) es un artista y diseñador japonés, conocido por su estilo único que combina el Art decó con elementos característicos del anime japonés. Es más conocido por su diseño conceptual para las series de anime Last Exile y Blue Submarine No. 6.

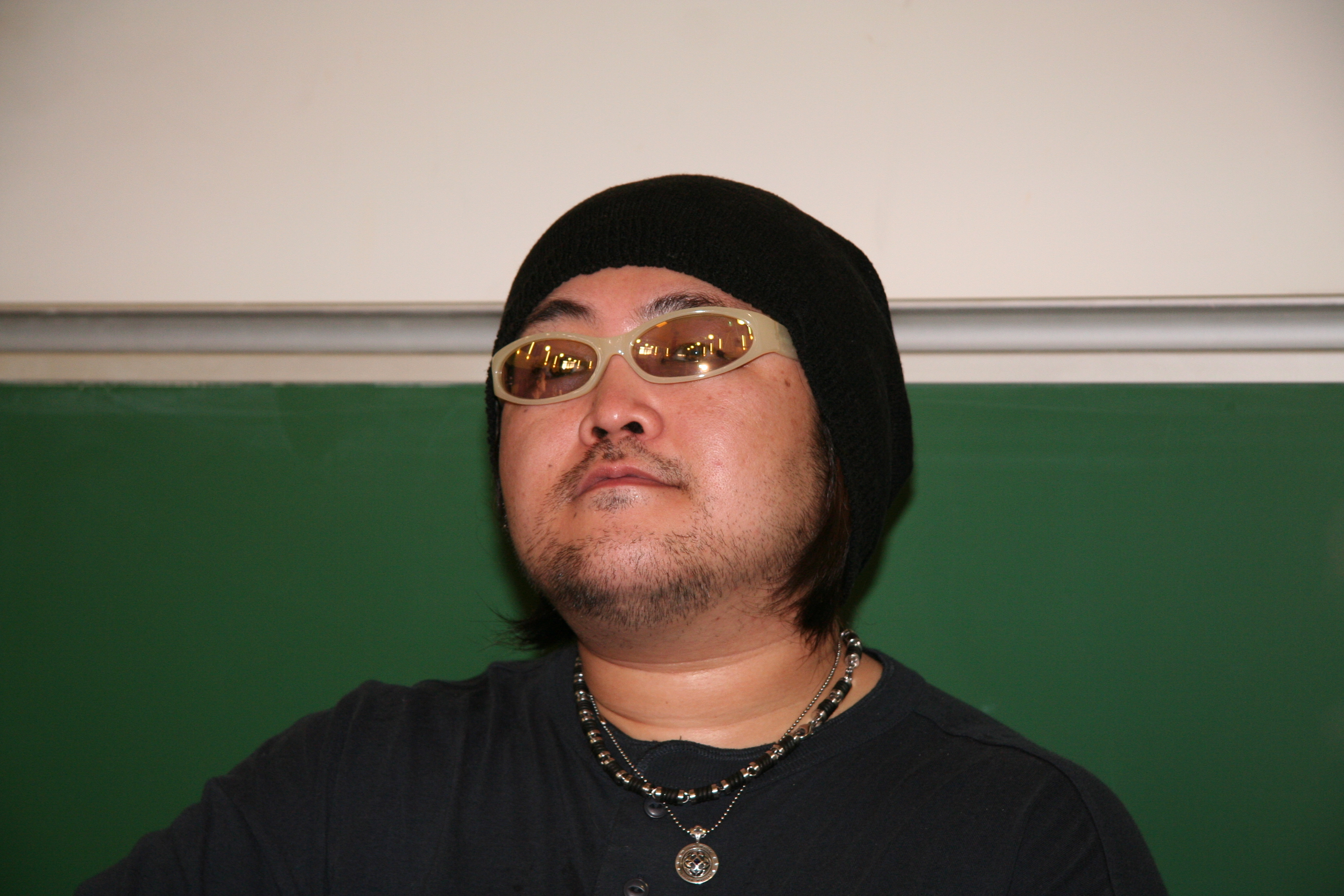
Murata en 2008.

Range comenzó su carrera temprano en los años 1990 haciendo trabajos de diseños para videojuegos. Actualmente continúa realizando trabajos en esa área, siendo su diseño más reciente el de los personajes para el juego Spy Fiction de la consola PlayStation 2.
Ha publicado más de una docena de libros, siendo los más destacable, robot, rule, y futurhythm.

## Obras

### Anime
- Blue Submarine No. 6
- Last Exile
- Mardock Scramble
- Shangri-La
- Last Exile: Ginyoku no Fam

### Videojuegos
- Power Instinct
- Spy Fiction
- Wachenroder

### Trabajos impresos
- Artbooks
  - Like a Balance Life
  - futurhythm
  - Form Code

- Doujinshi
  - Racten
  - Futsutsuka
  - TEMPAO
  - Wildflowers
  - Life Like Biew
  - Concurrence
  - Marion and Company Special Remix 1997
  - World of Wachenröder
  - The Missing Special Remix 1998
  - Fault Lines
  - azure: Blue Submarine No. 6 Character Filegraphy
  - SPHERES: 1st LASTEXILE Character Filegraphy
  - SPHERES: 2nd LASTEXILE Character Filegraphy
  - SPHERES+
  - SPHERES Pre ++
  - SPHERES++
  - Synchrotone